# Jesús Manuel Jáuregui
Jesús Manuel Jáuregui Moreno (Niquitao, Trujillo, Venezuela, 28 de septiembre de 1848-Roma, Italia, 6 de mayo de 1905), más conocido como monseñor Jáuregui, fue un sacerdote católico venezolano, educador, científico, escritor, filósofo y político que desarrolló la mayor parte de su labor en la ciudad de La Grita, Estado Táchira, donde ejerció como vicario y fundó varias instituciones religiosas, sociales y educativas, entre las cuales destaca el Colegio Sagrado Corazón de Jesús, el cual regentó durante quince años y donde diseñó e implementó un modelo de enseñanza basándose en las orientaciones del papa León XIII y el pensamiento salesiano, producto de su contacto directo con Don Juan Bosco.
Por su labor realizada, la Cámara del Senado de los Estados Unidos de Venezuela, bajo el gobierno del presidente Isaías Medina Angarita, acordó concederle los honores del Panteón Nacional en 1943, a lo cual se le dio cumplimiento en 1998, siendo presidente el Dr. Rafael Caldera. 

## Infancia y juventud
Fue bautizado en Niquitao el 13 de octubre de 1848 por parte del párroco de la localidad, Juan Antonio Delfini. Sus padres fueron José Mateo Jáuregui y Carmela de la Natividad Moreno.
En 1860 se mudó con su familia a Mucuchíes, donde terminó la educación primaria y comenzó a aprender latín de la mano de su tío el presbítero Pedro Pérez Moreno, párroco de esa localidad, quien fue su primer tutor y guía espiritual. A su lado en la iglesia ejercía el oficio de monaguillo y en la casa cural colaboraba en los quehaceres del hogar.
Luego, en 1864, se trasladó a Mérida, donde empezó su carrera sacerdotal en el Seminario Conciliar de San Buenaventura, siendo presidente del país Juan Crisóstomo Falcón. 
El 27 de noviembre de 1870 recibió la orden del diaconado, y a la edad de 23 años, en fecha 19 de noviembre de 1871, fue ordenado sacerdote por parte del obispo monseñor Juan Hilario Bosset, en la Santa Iglesia Catedral de Mérida. Monseñor Bosset ejerció una importante influencia en Jáuregui. Entre otras cosas, «pudo aprender de su maestro y asimilar de él lo referente al arte de la política, o por lo menos discernirlo como su otra vocación».
Una vez hecho sacerdote desarrolló una agenda social que lo llevó a residir en varias ciudades del occidente venezolano. Su primera etapa fue como cura de la parroquia de Milla en Mérida y secretario privado del obispo Bosset, cargos que ejerció desde 1871 a 1873. A la muerte de éste le sucedió como obispo monseñor Tomás Zerpa. El joven sacerdote Jáuregui asimiló de su nuevo director espiritual el arte de la oratoria, el hábito al estudio, la oración y el deseo de aprender nuevas lenguas. Fue tal la relación que monseñor Jáuregui escribió en 1895 un esbozo de su biografía.

## Década en Mucuchíes

### Acciones en el campo religioso, social y de investigación
En 1873, a la edad de 25 años, fue designado al frente del curato de Mucuchíes y de las parroquias de Torondoy y San José de Pocó.
En Mucuchíes edificó dos iglesias, fundó escuelas y fomentó la educación de la niñez como integrante de la Junta de Instrucción Primaria de esa localidad. La década que permaneció en la zona fue de una profunda preparación de carácter autodidacta, «llegando a adquirir conocimientos superiores en pedagogía, teología y derecho canónico, así como el dominio de los idiomas latín, francés, inglés e italiano». Redactó los estatutos de la Cofradía de Nuestra Señora de la Asunción y de la Cofradía de Santa Lucía, última que aún existe. Por otra parte, buscando impulsar el desarrollo económico del lugar indagó en diversos campos de las ciencias como la geología, la mineralogía, la estadística y la apertura de caminos. 
Su interés por estas áreas se evidenció en varios hallazgos. En Torondoy y otros puntos del páramo merideño descubrió yacimientos de hierro; en Apartaderos consiguió carbón mineral; en Santo Domingo, cobre; en Acarigua de los Pueblos del Sur, mercurio; y en Mucuchíes, esmeraldas (una de las cuales regaló al papa León XIII). También exploró grutas y adoratorios indígenas para documentar sus reliquias e idioma nativo.
Adicionalmente, fue uno de los promotores de la Junta Particular de Fomento, cuyo propósito era construir un camino que uniera Mucuchíes con Bobures, a orillas del Lago de Maracaibo, y así contar con una salida al mar que permitiera la exportación de la mercadería. Constituida la junta, Jáuregui comenzó la recaudación de fondos y dio inicio a los trabajos. La legislatura del Estado contribuyó con otorgarle durante ocho meses los productos de las minas de urao de Lagunillas, y el Gobierno central, viendo la importancia del proyecto, decretó un aporte monetario mensual que pagó hasta que fue culminada la obra.

### Su etapa como político
En reconocimiento a su labor el pueblo lo eligió en 1876 como diputado a la Asamblea Legislativa estadal por el distrito Rangel y tres años más tarde, en 1879, como diputado a la Asamblea Nacional Constituyente por el Estado Guzmán, hoy Mérida, convocada por el entonces presidente Francisco Linares Alcántara. Entre los documentos que firmó pueden mencionarse «uno relativo a la concesión de la amnistía por delitos políticos y el otro en el que se acordaba sustituir la estatua ecuestre de Guzmán Blanco, situada en la Plaza del Capitolio, por la de la justicia». Concluida esta etapa, dio prioridad a la formación de la juventud, a la cual se dedicó por completo en el siguiente capítulo de su vida.

## Su labor en la ciudad de La Grita

### Los inicios de su obra educativa
En 1883, teniendo 35 años, fue nombrado vicario de La Grita por parte del obispo Román Lovera, ciudad a la que llegó el 6 de agosto de ese año. El 1 de enero de 1884, fundó el Colegio Sagrado Corazón de Jesús, institución que regentó hasta el año de 1899 y que fue su obra educativa de mayor alcance y proyección. Entre las personas que participaron en la apertura del instituto figuran el presbítero José Jesús Villalobos como profesor de latín e historia; Francisco Antonio Guerrero, vicerrector y además docente de gramática y poética; Ramón Vera G., instructor de canto, música y geografía; y el general Adolfo Trágenas, en calidad de jefe civil.
Jáuregui la concibió como un centro educativo donde se impartiera una enseñanza superior, destinada tanto a laicos como a futuros sacerdotes, para atender así la necesidad que había producto de la disolución de los seminarios clericales decretada por el presidente Antonio Guzmán Blanco el 21 de septiembre de 1872.
Sobre este particular, la respuesta transitoria que encontró la jerarquía eclesiástica venezolana fue la de crear, en la década de 1880, los llamados «colegios episcopales», los cuales actuaban como seminarios camuflados bajo la formalidad de centros de enseñanza primaria y media. «Caracas, Mérida, Calabozo y Barquisimeto, con la sola excepción del obispado de Guayana, lo intentaron. La vida de estos institutos fue efímera y los resultados pobres».
Aun así, Jáuregui decidió intentarlo también y por ello elevó su petición al obispo Román Lovera, quien finalmente lo autorizó, una vez que se dio cuenta del buen funcionamiento del instituto, a propósito de una visita que realizó a La Grita en diciembre de 1884. Los resultados obtenidos fueron exitosos, «en siete años de labor pedagógica ya se habían graduado seis sacerdotes y cerca de treinta jóvenes en ciencias filosóficas».

### Su consolidación en el campo educativo

#### Influencia del papa León XIII y del modelo salesiano
En la calidad de la enseñanza que se impartía en el Colegio Sagrado Corazón de Jesús tuvo marcada influencia el viaje que hizo Jáuregui junto a su obispo monseñor Lovera a Europa en el año de 1885. Durante dicho viaje fue a Roma y conoció al papa León XIII, de quien acogió «la necesidad de educar y formar generaciones como una manera de empujar al catolicismo hacia los espacios políticos y sociales». También visitó París y en su museo depositó metales, monedas, cerámicas y otras curiosidades. Además, estuvo en Turín donde compartió con los salesianos, observó el funcionamiento de sus escuelas, estudió su sistema preventivo, y obtuvo los consejos de Don Juan Bosco. 
Monseñor Jáuregui quería traer a los salesianos a La Grita, y por tal razón sus relaciones con ellos «no terminaron con su visita a Don Bosco (...), sino que continuaron en esos siguientes años en forma epistolar». Por ello, en 1886, escribió dos cartas donde le hacía el planteamiento formal a Don Bosco, quien le respondió de manera favorable, ofreciéndole a los salesianos solicitados en un lapso de cuatro años. Sin embargo, la muerte del sacerdote italiano en 1887 alejó el sueño de Jáuregui, pues a pesar de los esfuerzos que hizo por medio de nueva correspondencia a Don Rúa, sucesor de Don Bosco, no logró ver materializado su cometido. Años más tarde, no obstante, los salesianos llegaron a la localidad cercana de Táriba.

A pesar de ello, el aprendizaje que adquirió producto de su contacto con el papa León XIII y con los salesianos, le sirvió de sustento para desarrollar en La Grita un modelo de instituto comparable con aquellos europeos que había conocido. En efecto, el mismo Jáuregui en comunicación enviada al delegado apostólico Fr. Antonio M. Buhagiar a Santo Domingo, República Dominicana, en fecha 26 de mayo de 1891, señalaba lo siguiente:
Me consagré a la Dirección del Seminario Sagrado Corazón de Jesús que he fundado en esta ciudad (...) y que la providencia sostiene y bendice todos los días, como lo demuestra el desarrollo y general aprobación que va alcanzando. Seminario que Su Santidad León XIII no solamente aprobó, sino que me dijo de sus mismos labios, en presencia de mi obispo, en junio de 1885 estas palabras: «Conságrate a la enseñanza de la juventud (...)»; palabras que para mí suenan todos los días como una orden y en consecuencia de las cuales fui a Turín, me inscribí entre los salesianos y amoldé en cuanto pude mi seminario al modelo de aquellos célebres institutores.
Es así como en el año de 1888, con el apoyo del Gobierno nacional, encabezado por el presidente Juan Pablo Rojas Paúl, y del Concejo Municipal de La Grita, emprendió la construcción de una sede propia para su colegio, que inauguró el 13 de junio de 1890. Contaba con aulas espaciosas, dormitorios, jardín botánico, un pequeño museo, oficinas y oratorio. Tenía además una imprenta propia.  

#### La enseñanza en el Colegio Sagrado Corazón de Jesús
El plan de estudios, materias, disciplina, admisión y finalidades de la institución estaban descritos en el Reglamento del Colegio Sagrado Corazón de Jesús, fechado el 1 de agosto de 1890. De allí se extrae que las materias impartidas eran: idiomas: latino, griego, francés, inglés e italiano; gramática castellana; métrica y retórica; religión e historia sagrada; aritmética elemental y superior; contabilidad mercantil; filosofía intelectual; matemáticas (curso completo: aritmética razonada, álgebra, geometría, trigonometría y topografía); física, cosmografía, cronología y todo lo concerniente a los estudios de la geografía; historia universal, música y teclado; ciencias eclesiásticas y civiles; farmacia, higiene, urbanidad, caligrafía, taquigrafía y canto oral. 
En el campo de las ciencias se desarrolló una argumentación matemática que proponía una fórmula para establecer la equivalencia entre el círculo y el cuadrado y viceversa, demostración que Jáuregui tituló «Magnificat» y que remitió al papa León XIII, con el fin de que fuera analizada por la Universidad Gregoriana de Roma para su completo estudio y reforma de los puntos que no estuvieran bien esclarecidos.

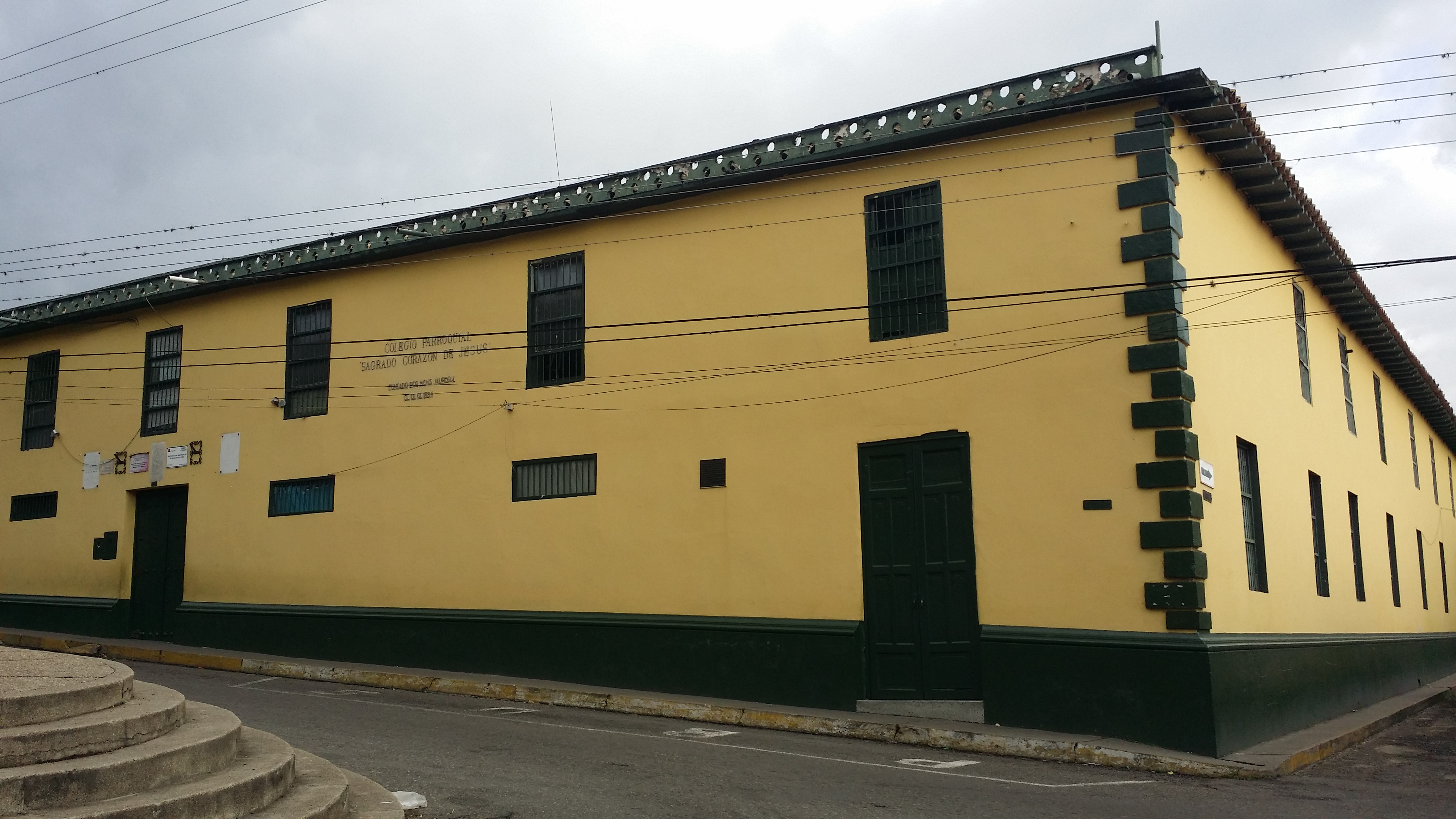
Fachada del Colegio Sagrado Corazón de Jesús fundado por Mons. Jáuregui, ubicado en La Grita, Estado Táchira.

En total, se graduaron alrededor de 1500 jóvenes en esa casa de estudios, dentro de los cuales puede contabilizarse 54 sacerdotes (entre ellos los párrocos: «Pedro María Morales en Lobatera, Ramón Mora en Seboruco, Ignacio Moncada en Queniquea, Lucio Becerra en Michelena, Bernabé Vivas en Santa Ana, Maximiliano Escalante en La Grita, José del Carmen Reina en San Antonio, Juan de La Rosa Zambrano en El Cobre, Escolástico Duque, Apolinar Granados, Adonaí Noguera, Ramón Angulo, Amable Escalante, Mons. Buenaventura Vivas en distintas parroquias de Mérida»); 33 doctores (entre quienes figuran: «Diógenes Escalante, Antonio Rómulo Costa, Emilio Constantino Guerrero, Abigaíl Colmenares, Gerónimo Maldonado, Pedro María Parra, Antonio Quintero, Vicente Dávila y Francisco Baptista»); 21 generales de la fuerza armada («entre ellos: Jesús Gandica, Régulo Olivares, Román Delgado Chalbaud, Eleazar López Contreras y Rafael Ontiveros»), además de otros tantos bachilleres, entre quienes destacan por sus aportes: «Epifanio Mora, Eliseo Mansilla, Félix Román Duque, Miguel Escalante, Román Chávez, Jesús María Nieto, Ramón Vera García, Fidel Orozco, Ramón Dávila, Ulises Pulido y Ángel María Duque». Esta generación de tachirenses conformaron parte de lo que luego se conoció como «las luces del gomecismo». Por el desarrollo alcanzado, el colegio fundado por Jáuregui es considerado como «el primer antecedente de la universidad en el Táchira».

### Obras sociales en La Grita
La labor de monseñor Jáuregui en La Grita prosiguió con la fundación y auspicio de otras instituciones: El 13 de diciembre de 1885 fundó la Sociedad Religiosa de las Hijas de María. Al año siguiente fundó el Hospital de la Caridad e inició los trabajos para la reconstrucción de la iglesia matriz de la parroquia, proyecto que en 1890 modificó pues decidió emprender la construcción de una nueva iglesia más amplia. En 1887 constituyó un orfanato y el Hospicio Cabañas, y el 21 de junio de 1891 fundó el Ateneo Luisiano, centro de veladas literarias.
En 1893 promovió la construcción de la capilla de la Laguna de García y colocó su primera piedra, la cual se inauguró cinco años más tarde. En junio de ese año el Concejo Municipal de La Grita consagró solemnemente el distrito al Sagrado Corazón de Jesús, y tres meses más tarde, el 24 de septiembre, Jáuregui instaló en La Grita el Círculo Católico Venezolano para difundir la moral cristiana. El 10 de enero de 1894 se bendijo el nuevo cementerio de la Grita que había sido auspiciado por monseñor Jáuregui, y al año siguiente el de Omuquena. El 16 de mayo de 1894 constituyó y dirigió la Junta de Socorros con el fin de recaudar fondos en favor de los damnificados a consecuencia del terremoto ocurrido el 28 de abril, llamado «el gran sismo de Los Andes», debido a su fuerte impacto en la región. En 1895 instituyó el Colegio de Niñas del Espíritu Santo, hoy Unidad Educativa Monseñor Jáuregui, fundó una congregación religiosa que llamó Las Siervas de la Sagrada Familia y propició la construcción en una colina de una capilla en honor a Nuestra Señora de Lourdes. También creó 14 hermandades religiosas, entre ellas la Cofradía al Sagrado Corazón de Jesús.
Luego, en 1896, a propósito de la invasión inglesa a Guyana, limítrofe con Venezuela, constituyó y presidió en La Grita la Junta Patriótica, defensora de la integridad del territorio nacional. Este conflicto devendría en lo que hoy en día es la disputa territorial que mantiene Venezuela y la República Cooperativa de Guyana por la zona del Esequibo, sujeta al Acuerdo de Ginebra de 1966.

### Aportes para San Cristóbal
El 14 de abril de 1898 Mons. Jáuregui fue nombrado vicario foráneo de San Cristóbal, cargo que ocupó por 10 meses, durante los cuales dio inicio a los trabajos de reconstrucción de la iglesia matriz de esa ciudad y fundó un asilo de huérfanos, que encargó a las hermanas de la congregación que había formado. Finalizado este tiempo regresó a La Grita nuevamente como vicario.          

## Su destierro de Venezuela

### La mediación de Jáuregui
El 23 de mayo de 1899 se inició en territorio tachirense la Revolución Liberal Restauradora, comandada por Cipriano Castro, cuyo primer objetivo era derrocar el Gobierno del general Ignacio Andrade. 
Al saber Castro que se aproximaba un numeroso ejército del Gobierno al mando del general Antonio Fernández, decidió abandonar San Cristóbal y movilizó sus hombres hacia Borotá, Palo Grande y Mochileros. «El ejército del Gobierno, sin contar las fuerzas en San Cristóbal, sumaba entre seis y ocho mil soldados, mientras que los revolucionarios alcanzaban unos dos mil».
Monseñor Jáuregui que conocía con anterioridad a los dos jefes contrincantes, aunque tenía más amistad con Castro, consideró oportuno mediar con ellos para evitar un inútil derramamiento de sangre en tierra tachirense, más aún cuando muchos de los hombres que componían las filas de Castro eran alumnos egresados del Colegio Sagrado Corazón de Jesús que Jáuregui presidía. Así pues, partió de la Grita y se entrevistó en primer lugar con el Gral. Fernández, acampado en Michelena, quien le transmitió la orden que traía de lograr una capitulación por parte de los revolucionarios. Posteriormente, el 22 de julio, conversó con Castro, que estaba acampado en Borotá, y le hizo presente que el país estaba en calma y que solo había brotes revolucionarios en el Táchira. Le advirtió asimismo de la superioridad que en ese momento tenía el ejército del Gobierno y le planteó la capitulación. 
Castro no desistió de sus propósitos «pues mantenía la convicción de que lo secundaban muchas otras fuerzas de la nación», por lo que «sólo aceptó una suspensión de hostilidades mientras un comisionado suyo y Mons. Jáuregui iban al centro a cerciorarse, entre otras cosas, de que el país estaba en paz. Si esto se comprobaba, iba entonces a tratar lo de la capitulación». Jáuregui se devolvió a conversar con el Gral. Fernández sobre esta proposición, pero creyendo que la rechazaría, dada su considerable ventaja tanto en hombres como armamento, se detuvo en Lobatera y desde ese lugar escribió a Castro para informarle que no iba a ejercer la mediación en los términos planteados, pues sus condiciones las consideraba inaceptables, y le insistió en capitular.
La reacción de Castro no se hizo esperar, y en fecha igual a la carta de Mons. Jáuregui, 23 de julio de 1899, le respondió por escrito calificando su carta de insolente y acusándolo de espía y traidor.
A propósito de la mediación intentada por el sacerdote, Eleazar López Contreras, quien era seguidor de la causa de Castro y a su vez exalumno de Jáuregui, se expresó diciendo: «(...) quiso inducir a la capitulación (...) pues había visto el poderoso ejército de Fernández (...) y creyó que Castro sería vencido al primer encuentro».
Cipriano Castro, no obstante, se sobrepuso a todo, marchó al centro de la república, entró en Caracas el 22 de octubre de 1899 y tomó el poder hasta diciembre de 1908.

### El encarcelamiento
En vista de lo ocurrido, Jáuregui decidió emigrar a Roma luego de la Semana Santa de 1900, para ganar el jubileo del Año Santo decretado por el papa León XIII. Con este propósito tramitó su renuncia al curato y vicaría de La Grita y viajó a Maracaibo para embarcarse, pero allí tuvo que detener su viaje a causa de la cuarentena por viruela que había en el país, por lo que se quedó prestando sus servicios durante un tiempo junto al obispo del Zulia, Mons. Francisco Marvez.
Desde esa ciudad, en fecha 4 de julio de 1900, el referido obispo se dirigió por escrito al presidente Castro solicitándole, de conformidad a lo establecido por la Ley de Patronato Eclesiástico, fuera nombrado deán de la Catedral de Maracaibo a Mons. Jáuregui, en razón de la muerte del Dr. Mons. Cástor Silva, titular del cargo
Sin embargo, pocos días después, el 13 de julio, fue descubierto un conato revolucionario encabezado por Felipe Garbiras, del cual vincularon a Mons. Jáuregui, por lo cual fue hecho prisionero y recluido en el Castillo de San Carlos del Zulia la tarde del 14 de julio.
Días más tarde, el 27 de julio, el obispo de Guayana, Antonio María Durán, tomaba la misma iniciativa que su par del Zulia y escribía al presidente Castro solicitándole el puesto de deán, vacante, para monseñor Jáuregui, ignorando que para ese momento ya el sacerdote trujillano había sido detenido.

### La expulsión del país
A raíz de lo sucedido se dieron pronunciamientos de varios venezolanos pertenecientes al clero y la sociedad civil, pidiendo a Castro la libertad del sacerdote, quien finalmente, en fecha 4 de agosto, ordenó al jefe de la fortaleza de San Carlos, Gral. Rafael Arias, lo pusiera en libertad, pero con la condición expresa de que se fuera inmediatamente de Venezuela. La excarcelación se cumplió el 10 de agosto y monseñor Jáuregui salió del país el 17 de agosto de 1900 con destino a Curazao. En su viaje visitó Nueva York y luego fue a Roma donde llegó el 19 de diciembre de ese mismo año.
En el exilio Jáuregui desarrolló nuevas actividades que lo llevaron desde Roma a visitar Tierra Santa, Francia y México, en lo que fue el último periplo de su vida.

## Últimos años de su vida

### Exilio y muerte
Estando ya exiliado en Roma, viajó el 4 de enero de 1901 a Jerusalén y Palestina como predicador de una peregrinación de obispos y sacerdotes mexicanos. A su regreso, el papa León XIII lo nombró protonotario apostólico ad instar participantium.
El 8 de septiembre del mismo año fue a París y junto al padre Eugenio Prévost y al padre Juan Darracq, fundó el primer cenáculo de la recién creada Congregación de la Fraternidad Sacerdotal, a la cual se había unido un mes antes, institución constituida para acoger a sacerdotes indigentes, enfermos y ancianos retirados del ministerio. Al poco tiempo, el Gobierno francés, en una acción anticlerical, clausuró dicha organización y expulsó a Mons. Jáuregui del país. A pesar de tales hechos, la congregación tiene vigencia en la actualidad, contando con aprobación pontificia desde el 29 de mayo de 1951, promulgada por el papa Pío XII.
Regresó a Roma, y en 1903, viajó a México donde ejerció como profesor de teología en el seminario de Huajuapan y posteriormente como provisor y vicario general de la diócesis de esa ciudad mixteca. Volvió a Roma en 1904 y desarrolló varias actividades, entre ellas, comenzó a promover el proceso de beatificación de Mons. Zerpa, el cual no pudo completar, pues a finales de ese año enfermó de cálculos urinarios, y a consecuencia de ello, falleció en Roma a las 3 de la madrugada del 6 de mayo de 1905, cuando se le practicaba una intervención quirúrgica. Sus restos fueron sepultados en el Colegio Pío Latino Americano. 

### La repatriación de sus restos a Venezuela
En fecha 22 de marzo de 1909, el Concejo Municipal del distrito Jáuregui acordó solicitar la repatriación de sus restos mortales, y a tal efecto, nombró una comisión integrada por los doctores Leopoldo Baptista, Emilio Constantino Guerrero y Pedro María Parra, quienes realizaron las gestiones pertinentes ante el Congreso nacional. 
Por decreto del Gobierno presidido por el Gral. Juan Vicente Gómez y publicado en la gaceta oficial nro. 10.716 del 9 de junio de 1909, se aprobó la exhumación y traslado a Venezuela de los restos del Pbro. Dr. Jesús Manuel Jáuregui Moreno. Sus despojos mortales fueron embarcados en Roma por Román Cárdenas, uno de sus discípulos, con destino al puerto de Génova y de allí a Venezuela, siendo recibidos en La Guaira para proseguir por Caracas, Maracaibo, La Ceiba, Motatán, Valera, Timotes, Chachopo, Apartaderos, San Rafael,  hasta llegar Mucuchíes, donde fueron sepultados un 13 de abril de 1910, junto a los de sus padres.
Finalmente, el 19 de noviembre de 1998, cumpliéndose 127 años de la ordenación sacerdotal de Mons. Jáuregui, se realizó la solemne exhumación y traslado de sus restos mortales desde el altar mayor de la Iglesia Parroquial de Santa Lucía de Mucuchíes, donde yacían, hasta el Mausoleo de Nuestra Señora de Guadalupe, ubicado dentro del mismo templo. 

## Pensamiento escrito
Son varias las obras escritas del sacerdote trujillano de las cuales se tiene constancia. 
En 1877 escribió Apuntes Estadísticos del Estado Guzmán. Este texto es una descripción histórica, geográfica, botánica, demográfica, mineralógica y etnográfica del entonces Estado Guzmán, hoy Mérida. Así, por ejemplo, recoge elementos propios de las costumbres de los grupos aborígenes que habitaban la zona antes a la llegada de los españoles, su escaso manejo de las matemáticas y la fonología que empleaban: «su vestido consistía en una manta de algodón en que se envolvían (...) contaban hasta 7 y llevaban sus cuentas con nudos en una cuerda que llamaban Quipos (...). He aquí algunas palabras del dialecto que hablaban: Zué, Sol; Chía, Luna; Manche, Espíritu; Mapula, Cielo; Bura, Maíz; Inde, Sí; Areschis, Baile».
Otros aspectos que incluye son: división territorial y censo, flora y fauna, minerales, hidrografía, orografía, caminos, asuntos eclesiásticos e instrucción, con detalles sobre los departamentos constitutivos del Estado: Libertador, Campo Elías, Sucre, Tovar, Rivas Dávila, Rangel y Miranda. 
En 1889 escribió La Sultana del Zulia. Recuerdo de las fiestas de Maracaibo en la celebración del Centenario de Urdaneta. Dicha obra, aparte de describir a la ciudad de Maracaibo durante tales festividades, fue espacio para la reflexión política. Una de las frases de Jáuregui en este libro es la siguiente: «(...) el pueblo puede ser oprimido, despojado; pero engañado no, ¡no! Al pueblo nunca se le engaña, aunque sufra. La historia habla después; y el tiempo hace justicia».

En 1891 publicó Tratado de Urbanidad para el uso de los seminarios, obra en la que desarrolló una pedagogía de los valores y un proyecto educativo con influencia del pensamiento salesiano. Uno de los aspectos que abordó fue el rol de los maestros en la formación integral de los alumnos, expresando: 
Los superiores de los establecimientos de educación están obligados a vigilar y formar cuidadosamente los tiernos jóvenes que se les confían. Ante Dios deben responder un día por la educación del espíritu que deben nutrir de la más sólida piedad; y ante los padres de familia y la sociedad, deben responder por la formación del corazón en la práctica de la virtud y de las más sanas costumbres.
En 1892 fundó el periódico El Misionero, órgano divulgativo quincenal del Colegio Sagrado Corazón de Jesús de La Grita, donde fue editor y autor de múltiples artículos sobre el acontecer mundial, nacional y local, así como de reflexiones en el campo social, religioso, educativo y filosófico. En una de sus publicaciones expresó:
Toda empresa requiere esfuerzo; pero todo esfuerzo en el camino del bien es virtud. La vida es una lucha sin tregua ni descanso: ayer como hoy, hoy como mañana. En ese gran combate, quien se detiene está perdido... De allí la bandera de los grandes luchadores: adelante, siempre adelante (...) Hay un Dios en el cielo; él agradece la obra de cada trabajador.
Ese mismo año escribió El Misionero, poema en un canto y Geometría Elemental para uso de los establecimientos de educación de ambos sexos. Este último libro contiene: (a) Una fórmula para la equivalencia del círculo y del cuadrado; (b) una fórmula para la equivalencia de la circunferencia y el perímetro del cuadrado; (c) reglas para aplicar dichas fórmulas en la medida de arcos, segmentos y sectores; (d) nociones sobre la extracción de la raíz cuadrada, y, (e) nociones sobre agrimensura y dibujo topográfico. «Constituye uno de los primeros textos de geometría publicados en Venezuela por un venezolano, que no fuera traducción o adaptación (extracto) de un libro extranjero».

En 1897 escribió  El Episcopado venezolano, donde reseña la historia de los obispos en Venezuela y de las órdenes religiosas en el país. Entre los aportes hechos por prelados en el campo educativo, religioso y social menciona: 
Seminarios y Universidades como los Mauro de Tovar, los González de Acuña, los Escalona y los Lora; Escuelas y Colegios como los Viana y los Lazo; Monasterios y Conventos como los Agreda y Valverde; Hospicios y hospitales como los Sotomayor, Milanés y Diez Madroñero; levantar planos topográficos, trazar, abrir caminos y tender puentes, como los Martí y los Zerpa; alzar Catedrales, como los Bastidas y Bosset; y en fin, morir envuelto en el fulgurante sudario del martirio, como los Labrid, o sucumbir silenciosamente ejerciendo el apostolado divino de misericordia, como los Cabello (...).
Dentro de la obra también puede verificarse el hecho de que Jáuregui halló en los archivos el nombre del sacerdote que acompañaba a Cristóbal Colón en su tercer viaje y que celebró la primera eucaristía en Venezuela:
En esa tierra clásica de Coro, que sustentó orgullosa la primera cruz y la primera iglesia, en donde se celebró por el Revdo. (sic) Padre Juan Pérez, el amigo de Colón, la primera Misa, y (...) ¡prima inter primas! (...) se lanzó también, en su día, el primer grito de Libertad é (sic) Independencia en nuestra Nación.
Otras de sus obras son: Defensa de la Pastoral del Ilustrísimo Sr. Dr. Román Lovera sobre Ritos de Pascua, impugnada por el Dr. Juan Nepomuceno Monsant (1883); Novena en honor del Señor Crucificado (1889), hecha en veneración al Santo Cristo de La Grita, con licencia eclesiástica; Reglamento del Colegio Sagrado Corazón de Jesús (1890); Muerte de Sucre (1895), poema redactado con motivo del centenario de la muerte del mariscal Antonio José de Sucre; Estudios de Ideología y Teología Natural (1895); Introducción a los apuntes para la biografía del Ilustrísimo Sr. Dr. Tomás Zerpa (1895), redactada con motivo del fallecimiento del mencionado obispo, uno de sus grandes mentores; Introducción de la Gramática Latina, prólogo (1897); Amor Divino (1898), donde compila 33 discursos que pronunció sobre el Sagrado Corazón de Jesús; y Apreciaciones sobre la Ley del Divorcio en Venezuela (1904), como respuesta a la legislación que había sido promulgada por Cipriano Castro.                                    

## Reconocimientos recibidos

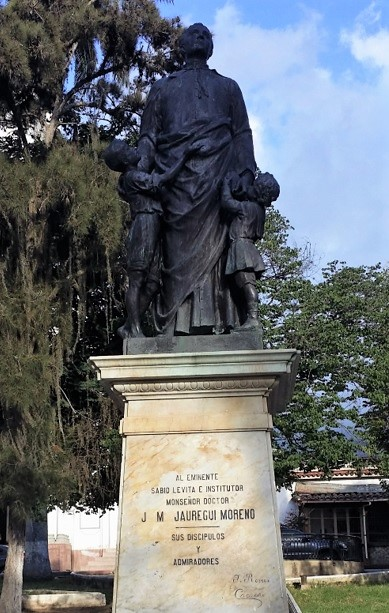
Monumento a Jáuregui, ubicado en la plaza que lleva su nombre. La Grita, Estado Táchira, Venezuela.

Mons. Jesús Manuel Jáuregui Moreno ha recibido honores y tributos tanto en Venezuela como fuera ella. Al respecto pueden mencionarse los siguientes: 
- Socio corresponsal de la Sociedad de Ciencias Físicas y Naturales de Caracas (1877).
- Doctor en derecho canónico por la Sagrada Congregación de Estudios de Roma y canónigo honorario por la Catedral de Loreto, Italia (1885).
- Miembro de la Academia de Minas de París (1885).
- Presidente honorario de la Sociedad Literaria de Independencia (1894).
- Orden Medalla Busto del Libertador en su tercera clase (1895), otorgada por el entonces presidente de la república Gral. Joaquín Crespo y Medalla de Instrucción Pública conferida por el Ministerio de Educación.
- Monumento «Alameda a Jáuregui» (1896), erigido por el pueblo de La Grita en el marco de la celebración de sus bodas de plata sacerdotales. Se trata de una columna de porte clásico, rematada con una cruz de hierro, y una lápida en el pedestal con la inscripción: «Recuerdo de las Bodas de Plata del Pbro. Dr. J. M. Jáuregui, 19 de noviembre de 1896. La Grita agradecida».
- Protonotario apostólico ad instar participantium (1901), distinción honorífica otorgada por el papa León XIII.
- Vicepresidente de la Academia Eucarística de Paray-le-monial de Francia (1903), dedicada a todas las ramas del saber.
- Fue declarado «Hijo Benemérito de La Grita», según acuerdo aprobado por el Concejo Municipal de esa ciudad en fecha 26 de abril de 1898 y ratificado el 11 de julio de 1904.
- Asimismo, el 6 de mayo de 1906, el Cabildo de La Grita aprobó un acuerdo donde lamentaba con las más sentidas frases el fallecimiento del sacerdote trujillano y en diciembre de 1909 acordó cambiar el nombre al distrito La Grita por distrito Jáuregui.
- El 28 de septiembre de 1948 se celebró solemnemente en Mucuchíes el centenario de su nacimiento y el 6 de mayo de 1955 en La Grita el cincuentenario de su muerte.

### Honores en el Panteón Nacional
El 10 de julio de 1943, mediante acuerdo publicado en la gaceta oficial nro. 21.149, la Cámara del Senado de los Estados Unidos de Venezuela, bajo el Gobierno del Gral. Isaías Medina Angarita, acordó conceder los honores del Panteón Nacional a monseñor Jesús Manuel Jáuregui Moreno, hecho que finalmente ocurrió el 21 de octubre de 1998, en el marco de la celebración del sesquicentenario de su nacimiento, siendo presidente de la república el Dr. Rafael Caldera. Para no trasladar los restos mortales desde Mucuchíes, donde reposan atendiendo la voluntad del mismo Jáuregui, se decidió que los honores correspondientes fueran rendidos ante un cenotafio de mármol, cuya inscripción reza:
El 10 de julio de 1943, por acuerdo del Senado, le fueron concedidos los honores del Panteón Nacional a Mons. Jesús Manuel Jáuregui Moreno, insigne ejemplo de amor a la patria, espíritu civilizador, educador y ductor de juventudes. Conforme a su voluntad, sus cenizas reposan en Mucuchíes, al lado de sus padres. En el sesquicentenario de su nacimiento el Ejecutivo Nacional, presidido por el doctor Rafael Caldera, rinde homenaje a su memoria esclarecida que ha dejado frutos perdurables a su región andina y a Venezuela. Caracas, septiembre de 1998.
Como parte de los actos alusivos al sesquicentenario del nacimiento de monseñor Jáuregui, el Gobierno venezolano también emitió sellos postales conmemorativos y aprobó el nombre del sacerdote como epónimo de las promociones de bachilleres del año escolar 1998-1999. Los Gobiernos de Niquitao, Trujillo, Mucuchíes, Mérida, La Grita y San Cristóbal organizaron sesiones solemnes en su honor. Lo mismo hizo la Academia de Historia del Táchira, la Academia Nacional de la Historia, la Conferencia Episcopal Venezolana, entre otros. 

### Jáuregui como epónimo

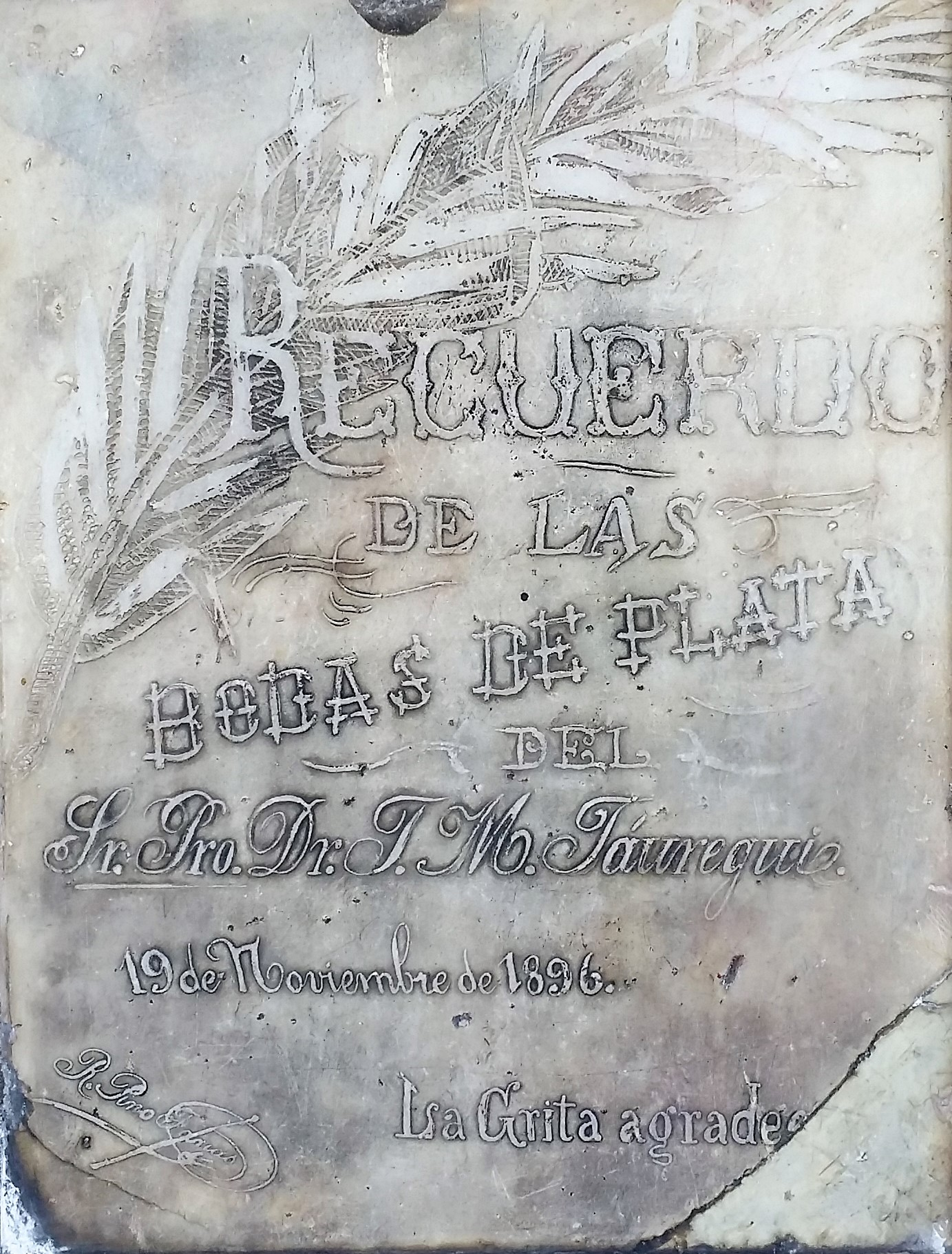
Placa conmemorativa por las Bodas de Plata sacerdotales de Jesús Manuel Jáuregui. La Grita, Estado Táchira, Venezuela.

Son varias también las edificaciones y monumentos que han sido erigidos en su honor: plazas que llevan su nombre y esculturas suyas se pueden conseguir en los Estados Táchira, Mérida y Trujillo. «(...) su epónimo identifica desde empresas de servicios (Taxis Jáuregui, Farmacia Jáuregui, Bodega Jáuregui, Expresos Jáuregui), instituciones (U. E. Jáuregui, U. E. Liceo Militar Monseñor Jáuregui), hasta municipios y parroquias (municipio Jáuregui en la Grita –antes distrito Jáuregui desde 1909-, y parroquia Jáuregui en Niquitao)».
Por último, el Colegio Sagrado Corazón de Jesús, fundado por Jáuregui, sigue funcionando hoy en día en La Grita como instituto de educación básica y media diversificada, perteneciente a la Asociación Venezolana para la Educación Católica (AVEC). En dicha institución se conmemora anualmente el nacimiento y muerte de su fundador como tributo a su legado.